# گلینز فالز (نیویورک)
گلینز فالز (به انگلیسی: Glens Falls) شهری در شهرستان وارن ایالت نیویورک است که در سرشماری سال ۲۰۱۰ میلادی، ۱۴۷۰۰ نفر جمعیت داشته است. گلینز فالز، به‌طور رسمی در تاریخ ۱۹۰۸ میلادی به‌عنوان یک شهر شناخته شد.